# Orleanismo

Escudo de la Casa de Orleans en Francia.

Orleanismo es el nombre que recibe una de las ramas del monarquismo francés, y que incluye a los partidarios de la Casa de Orleans, que había sido destronada con la Revolución francesa de 1848, y que buscaban restablecer la Monarquía de Julio en la persona del nieto de Luis Felipe I, el pretendiente Felipe de Orleans, conde de París, al que se reconocía como Luis Felipe II. Se oponen a las reclamaciones bonapartistas y legitimistas.
Con la elección legislativa de Francia de 1871 que proporcionó a los monárquicos una amplia mayoría, se pensó restaurar la monarquía en Francia. Para ello, el pretendiente orleanista reconoció al pretendiente borbónico legitimista, Enrique de Artois, conde de Chambord, conocido por sus partidarios como Enrique V. Tras una entrevista inicial en Frohsdorf el 5 de enero de 1873, en la que el conde de París se comprometía a favorecer la causa del conde de Chambord, y este le reconocía como heredero; de la segunda entrevista, también en Frohsdorf, salió el acuerdo final el 5 de noviembre por el que el conde de París reconoció al conde de Chambord como el representante de la monarquía en Francia, de modo que el conde de Chambord reinaría primero y le sucedería el conde de París.
Sin embargo, el empecinamiento del conde de Chambord a no reconocer la bandera tricolor francesa frustró la restauración monárquica, y Francia se decantó por la República con la Enmienda Wallon de 30 de enero de 1875.
Tras la muerte del conde de Chambord en 1883, una gran parte del legitimismo francés (Blancs d'Eu) reconoció al conde de París como su sucesor, sobre la base que Felipe V de España había renunciado a la Corona francesa en 1712 y 1720, y por tanto, el representante agnado procedería de la Casa de Orleans, en la persona de Felipe de Orleans, conde de París, que no adoptó el nombre de Luis Felipe II sino el de Felipe VII.
Sin embargo, un parte de los monárquicos consideraba nulas las renuncias de Felipe V de España, y por tanto, la Corona francesa debía recaer en un descendiente agnado del mismo, por vía masculina, que recaía en el conde de Montizón, Juan de Borbón y Braganza, hijo de Carlos María Isidro de Borbón, pretendiente carlista al trono de España, que es reconocido por los legitimistas como Juan III de Francia.

## Lista de pretendientes orleanistas
- Luis Felipe de Orleans y Borbón-Penthièvre, Luis Felipe I (1848-1850)
- Luis Felipe de Orleans y Mecklemburgo-Schwerin, Luis Felipe II / Felipe VII (1850-1873 y 1883-1894).
- Luis Felipe de Orleans y Orleans-Borbón, Felipe VIII (1894-1926).
- Juan de Orleans y Orleans, Juan III (1926-1940).
- Enrique de Orleans y Orleans, Enrique VI (1940-1999).
- Enrique de Orleans y Orleans-Braganza, Enrique VII (1999-2019).
- Juan de Orleans y Württemberg, Juan IV  (2019-presente).